# Kurarua plauta
Kurarua plauta là một loài bọ cánh cứng trong họ Cerambycidae.